# Museo Militar de la Fuerza Armada de El Salvador
El Museo Militar de la Fuerza Armada de El Salvador está ubicado en la ciudad de San Salvador. Ocupa las instalaciones del antiguo Cuartel El Zapote, edificio que data de los años 1920. La colección del museo abarca catorce salas de exhibiciones —algunas identificadas con nombres de militares destacados— y dos áreas interactivas. Además, en este sitio se encuentra el Monumento de los Próceres Nacionales y Plaza Memorial. 
En el 16 de junio de 1993 el presidente Alfredo Félix Cristiani Burkard, y siendo René Emilio Ponce el ministro de la Defensa Nacional, emitió el decreto ejecutivo número 65 que creó el Museo MIlitar de la Fuerza Armada de El Salvador como una dependencia del Departamento de Historia Militar del Ministerio de la Defensa Nacional, y destinó como sede del museo el predio y edificios el antiguo Primer Regimiento de Artillería o Cuartel El Zapote que servía de Comando de Apoyo de Transmisiones de la Fuerza Armada.
La institución fue fundada en el año 2002 y muestra al público alrededor de 35.000 piezas, entre ellas helicópteros, cañones, monedas o banderas. Asimismo, destaca el Papamóvil utilizado por Juan Pablo II durante sus dos visitas a este país, y copias de la Declaración de Independencia de las Provincias de Centroamérica y los Acuerdos de Paz de Chapultepec.